# سمير محبوب
سمير محبوب، ويعرف أيضاً باسم سمير محجوب، اسمه محمد سمير محبوب، شاعر غنائي مصري (24 أبريل 1929-22 يوليو 1996).
بدأ حياته العملية كضابط بحري تجاري، كما عمل في الصحافة في جريدتي «صوت الأمة» و «النداء».
كتب لعبد الحليم حافظ مجموعة من الأغاني في بداية حياة عبد الحليم الفنية، أشهرها «صافيني مرة»، وهي الأغنية التي ساهمت بشكل كبير في تحقيق شهرة عبد الحليم، كما ألف له أغانٍ أخرى مثل «يا حلو يا اسمر»، «إيه فكرك»، «بتقوللي بكرة»، «الحف عليّا اللي عرفتك»، «سلامات ازيكم»، «ظالم»، «يا مواعدني بكرة»، وكل هذه الأغاني من تلحين محمد الموجي.
لكن تعاونه مع عبد الحليم انقطع لسبب غير معلوم بعد أن أصبح عبد الحليم نجماً مشهوراً، وهذا يشبه ما حدث مع محمد علي أحمد مؤلف أغنية «على قد الشوق»، وهي مثل «صافيني مرة» من الأغاني التي ساهمت في شهرة عبد الحليم.